# Narkewyczi (stacja kolejowa)
Narkewyczi (ukr. Наркевичі) – stacja kolejowa w miejscowości Juchymiwci, w rejonie chmielnickim, w obwodzie chmielnickim, na Ukrainie. Położona jest na linii Odessa – Lwów.
Od stacji odchodzi bocznica do pobliskiej cukrowni w Narkewyczach.

## Historia
Stacja powstała w czasach carskich (kilkadziesiąt lat po otwarciu linii) na trasie Żmerynka - Wołoczyska - granica państwa, pomiędzy stacjami Czarny Ostrów i Wójtowce. 